# Code disciplinaire et pénal des camps de concentration nazis
 (septembre 2022).
Si vous disposez d'ouvrages ou d'articles de référence ou si vous connaissez des sites web de qualité traitant du thème abordé ici, merci de compléter l'article en donnant les références utiles à sa vérifiabilité et en les liant à la section « Notes et références ».

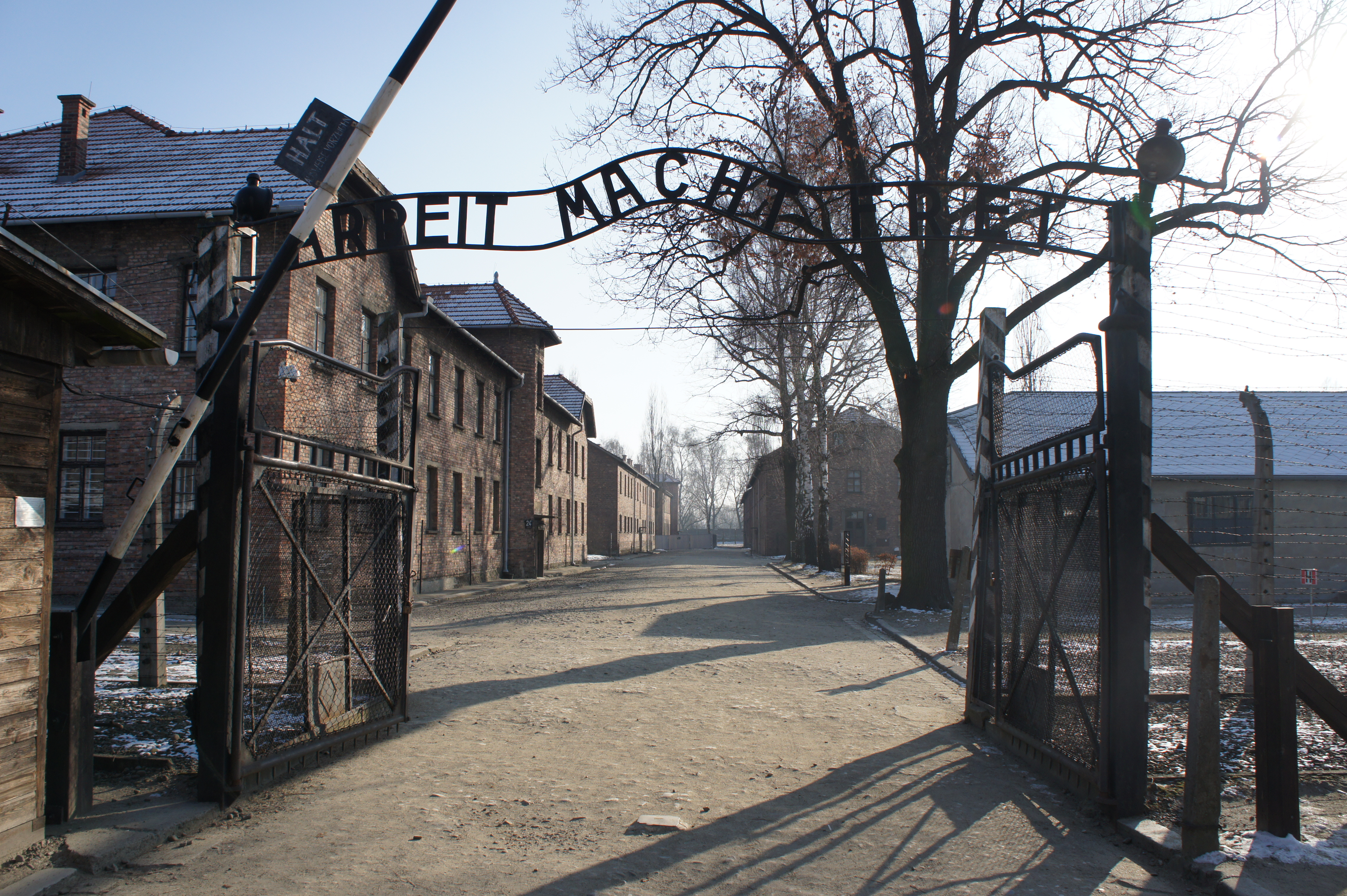
Porche d’entrée d'Auschwitz I avec l'inscription Arbeit macht frei (« le travail rend libre »). Le travail forcé, cœur du système concentrationnaire nazi, est notamment réglementé par le présent Code, lequel en fait également une forme de sanction.

Le Code disciplinaire et pénal des camps de concentration nazis (en allemand : Lagerordnung, « règlement des camps ») désigne l'ensemble des règles applicables aux prisonniers des camps de concentration mis en place par l'Allemagne nazie. Initialement écrit pour le camp de concentration de Dachau, il est étendu à l'ensemble des camps de concentration à compter du 1er janvier 1934. 
Les gardes SS ont pour instruction de signaler les violations du Code au bureau du commandant tandis que l'inspection des camps de concentration est responsable de l'exécution de la peine, laquelle est exécutée sans vérification des allégations ni possibilité de se défendre.
Ce règlement institue de facto un système qui fait de la violence et du meurtre des opposants politiques l'affaire du NSDAP, par le truchement des SS. Les camps de concentration devenaient ainsi, selon le modèle éprouvé de Dachau, un « État dans l'État », des lieux de terreur isolés, ayant leurs propres lois, leurs propres juges et leur propre force exécutoire.

## Élaboration d'une règlementation interne aux camps

### Une règlementation tout d'abord informelle et disparate
Les premiers camps de concentration temporaires, tels que le camp de concentration de Kemna, n'ont pas de réglementation unifiée et coordonnée, mais tirent plutôt leur Lagerordnung des réglementations alors en vigueur dans diverses institutions judiciaires et carcérales. Les différences étaient minimes : dans certains camps, il était interdit de fumer, dans d'autres, il était possible de recevoir des colis de nourriture et de rendre visite aux membres de la famille, etc. Les règlements des camps ne prévoyaient pas de dérogations majeures à la législation en vigueur : ils étaient calqués sur les centres de détention ordinaires. Les sanctions y étaient notamment le refus de privilèges, ou pour les cas plus graves, l'isolement, le lit dur, la privation de nourriture. En revanche, aucun châtiment corporel n'était prévu.

### L'influence décisive de la SS via le KL de Dachau

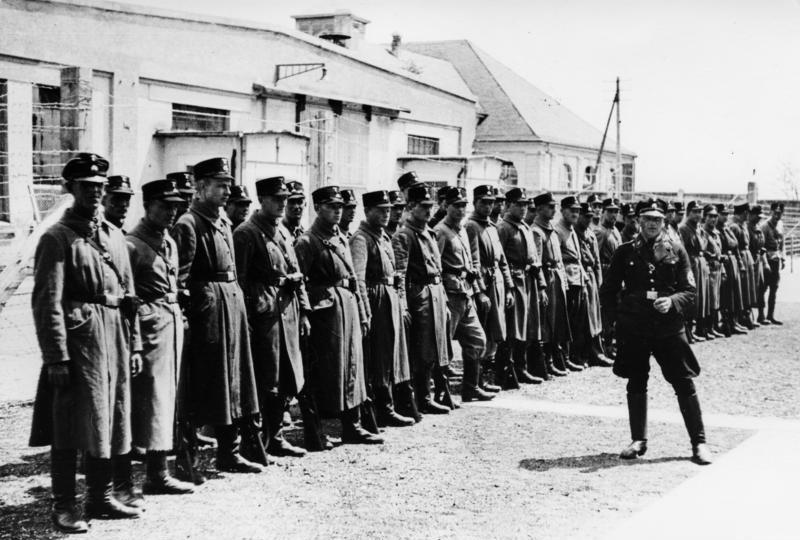
Les premiers gardiens SS de Dachau en 1933.

Ces premiers camps étaient principalement contrôlés par les SA ou la Gestapo. Le camp de Dachau, en revanche, était le premier camp sous le contrôle de la SS, géographiquement très proche de Munich, la « capitale » du mouvement nazi. Au cours du mois de mai 1933, le commandant du camp Hilmar Wäckerle rédige un premier règlement pour le camp de concentration. Le §18 de ce règlement, intitulé dispositions spéciales, donne pleine compétence au bureau du commandant du camp, faisant de lui la seule autorité légale au sein du camp. Pour infliger la peine capitale à Dachau, il suffisait d'un jugement rendu par deux SS nommés par le commandant, la défense de l'accusé n'étant par ailleurs plus consignée par écrit. Les pouvoirs exécutif, judiciaire et législatif étaient désormais concentrés entre les mains du seul commandant. Avec la menace de la peine de mort, Dachau crée un état d'urgence et de terreur permanent pour le détenu.

La différence entre les premiers camps provisoires et le camp de Dachau réside dans leur durée d'existence et leur systématicité. Selon l'historien Wolfgang Benz, Dachau fut le premier camp de concentration conçu pour durer : 

« Les premiers camps avaient pour mission d'interner les opposants politiques, on pouvait aussi s'y venger confortablement des opposants d'hier. Dachau joue cependant un rôle particulier, car non seulement il fut l'un des premiers camps de concentration, mais il fut aussi le seul de ces premiers camps à durer jusqu'à la fin du mois d'avril 1945. »

 Les camps antérieurs étaient très différents les uns des autres, que ce soit au niveau de l'organisation, des équipes de surveillance, du degré de brutalité ou de la structure administrative. Dachau est devenu le modèle de tous les camps de concentration ultérieurs. Benz décrit Dachau comme le modèle et la matrice dans lesquels tout le système concentrationnaire a été développé et où a été formé le personnel des autres camps: 

« C'est à Dachau qu'a été élaboré le règlement obligatoire pour tous les camps de concentration, Dachau était pour ainsi dire le camp d'entraînement pour les gardiens. Le système concentrationnaire dans son ensemble n'est absolument pas concevable sans Dachau. »

Aucun autre camp des débuts n'a connu autant d'assassinats politiques que le camp de Dachau, les premiers assassinats légalisés y ont ainsi eu lieu. Les premiers meurtres, commis sous le commandement de Wäckerle, ont donné lieu à une enquête lorsque Sophie Handschuh, la mère d'un des prisonniers décédés, a déposé une plainte officielle pour savoir ce qui était réellement arrivé à son fils. À la suite de l'enquête du parquet, Himmler s'est vu contraint de démettre Wäckerle de ses fonctions. À sa place, Himmler nomme Theodor Eicke, un SS-Oberführer fanatique dont l'extrême violence avait peu de temps auparavant, en mars 1933, provoqué son internement pour évaluation dans une clinique psychiatrique de l'Université de Wurtzbourg. Himmler s'est arrangé pour qu'il soit libéré, demandant à son médecin, Werner Heyde, de parler à Eicke et de lui faire promettre de se contrôler.

### Extension à l'ensemble du système concentrationnaire
Le 1er octobre 1933, le commandant Eicke rédige une seconde édition du Lagerordnung, en y ajoutant le Postenpflicht et en y introduisant les châtiments corporels. Cette deuxième édition établit un système ordonné, selon lequel les opposants politiques légalement arrêtés en vertu du Reichstagsbrandverordnung pouvaient être soumis à la torture et exécutés par les SS. Si Wäckerle avait auparavant créé un État dans l'État, Eicke établit maintenant un système qui fait de la violence et du meurtre des opposants politiques l'affaire du NSDAP, par le truchement des SS.
À compter du 1er janvier 1934, le Lagerordnung (et ses versions ultérieures) devient applicable à l'ensemble des camps de concentration. 
L'établissement d'un système concentrationnaire uniforme a ensuite commencé avec la prise en charge de la responsabilité des camps de concentration par la seule SS, en 1934. En effet, à l'issue de la destitution de la SA à l'été 1934, la SS peut désormais, sans concurrence avec la SA et sous la direction de son Reichsführer-SS Heinrich Himmler, commencer la construction systématique de grands camps de concentration. Tous les camps de concentration de la SS devaient devenir, selon le modèle éprouvé de Dachau, un « État dans l'État » : des lieux de terreur isolés, avec leurs propres lois et leurs propres juges, sans système de défense, et leur propre force exécutoire.

## Contenu du règlement du KL Dachau
Le texte ci-dessous reproduit le règlement disciplinaire et pénal du camp de concentration de Dachau, signé le 1er octobre 1933 par le commandant du camp, Theodor Eicke.